# فاستراك

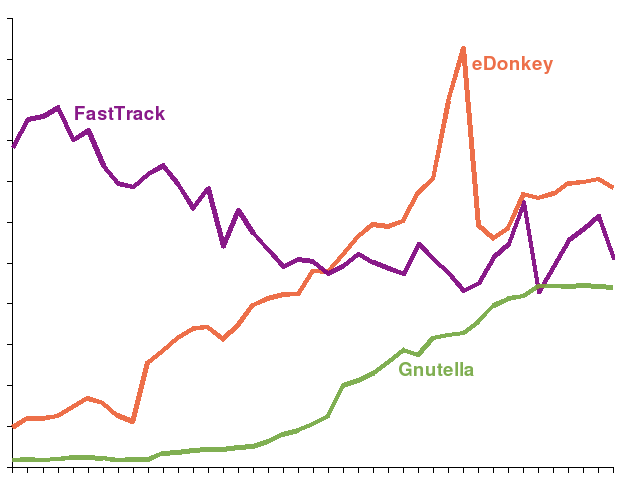
إحصاء بروتوكول نظير لنظير

فاستراك هو بروتوكول نظير لنظير (P2P) وقد استخدم من قبل كل من كازا، وغروكستر،  وأي ميش  ومورفيوس وهي برامج لمشاركة الملفات. وكان فاستراك من أكثر الشبكات مشاركة للملفات شعبية في عام 2003، وغالباً ما تستخدم بصورة اساسية لتبادل ملفات الموسيقى التي تكون بصيغة ام بي ثري (mp3). وفي عام 2003 كان للشبكة نحو مليونين واربع مائة الف مستخدم في نفس الوقت. وتوضح التقديرات إلى أن اجمالي اعداد المستخدمين كان يفوق عدد مستخدمي نابستر في قمة نشاطة. 

## التاريخ
بروتوكول فاستراك وكازا أنشئت وطورت من قبل مبرمجين إستونيين لـ القمر الازرق التفاعلي مرؤوسة بـ جان تالين ‏،  وهو الفريق نفسة الذي أنشأ فيما بعد برنامج سكايب. ومن بعد بيعه إلى نيكلاس زينشتروم من السويد ويانوس فريس من الدنمارك، فقد تم عرضه من قبل الشركة الهولندية (تمكين المستهلك) في مارس من عام 2001. وظهر إبان نهاية الجيل الأول من شبكات نظير لـ نظير –خبر إغلاق نابستر في يوليو من نفس العام. وثمة ثلاث شبكات قائمة على فاستراك، وهي تستخدم بصورة متبادلة إصدارات غير متوافقة ‏ من البروتوكول. وأكثر العملاء شعبية في استخدام فاستراك هم كازا (وتنوعاتها) وغروكستر وأي ميش. ولمزيد من المعلومات حول الدعاوى القضائية المختلفة المحيطة بكازا وبـ شبكات شارمان، فتفضل بالقاء نظرة على كازا.

## التقنية
يستخدم فاستراك عقد ضخمة ‏ لتحسين امكانية التوسع.
لإتاحة مجال التنزيل من مصادر متعددة، فان فاستراك يستخدم خوارزمية تجزئة يو يو هاش. وفي حين أن يو يو هاش يسمح لاعداد كبيرة جدا الملفات ليتم تدقيقها في فترة وجيزة، وحتى على اضعف وابطء الحواسب، فانه يسمح للبيانات التالفه أن تمر دون أي مشاكل. واستغل العديد من الاشخاص، كـ رابطة صناعة التسجيلات الامريكية (RIAA)، هذه الثغرة الأمنية لنشر ملفات فاسدة ومزيفة على الشبكة.
يستخدم بروتوكول فاستراك التشفير ولم توثق من قبل منشئوها. وكان جميع العملاء الأوائل برمجية احتكارية. ورغم ذلك، فانه يتم إرسال بيانات التهيئة لخوارزميات التشفير بشكل امن ولا يستخدام تشفير المفتاح العام، ولذلك تم إنشاء الهندسة العكسية بسهولة نسبيًا. وفي عام 2003، فقد نجح مبرمجو [المصادر المفتوحة] في الهندسة العكسية لجزء من البروتوكول الذي يتناول التواصل مع عميل الشبكة الفائقة، ولكن بروتوكول الاتصال الفائق للعقد الفائق لا يزال مجهول إلى حد كبير.[بحاجة لمصدر]

## العملاء
البرامج التالية كانت أو لازالت من عملاء فاستراك:
- كازا والمتغيرات
- KCeasy (يتطلب الملحق المساعد شبكة إنترنت لتحويل ملفات-فاستراك)
- جروكستر
- اي ميش
- مورفيوس ، حتى عام 2002
- أبولون - على أساس كي دي أي
- تحويل ملفات-فاستراك  – مكون إضافي لـ تحويل ملفات الإنترنت
- MLDonkey ، عميل مجاني متعدد الشبكات والمنصات لمشاركة الملفات

## روابط خارجية
- giFT-FastTrack home page
- Documentation of the known parts of the FastTrack protocol, from giFT-FastTrack
- Boardwatch [ Interview with Niklas Zennstrom], July 17, 2003
- FTWall - A firewalling technique for blocking the fast-track protocol.
- Advanced Peer-Based Technology Business Models. Ghosemajumder, Shuman. MIT Sloan School of Management, 2002.
- Music Downloads: Pirates- or Customers? نسخة محفوظة 30 يونيو 2006 على موقع واي باك مشين.. Silverthorne, Sean. Harvard Business School Working Knowledge, 2004.